# 東京音楽大学付属民族音楽研究所
東京音楽大学付属民族音楽研究所（とうきょうおんがくだいがくふぞくみんぞくおんがくけんきゅうじょ）は、東京都豊島区雑司が谷にある東京音楽大学付属の研究機関。

## 特徴
東京近在の音楽大学・芸術系大学としては珍しく、民族音楽、土着音楽の研究･紹介･普及を中心にしている。
音楽大学では通常学生に民族音楽の講義・講座をもつ程度であるが、本研究所は一定の年齢･認識ある社会人対象の講座を開くなど都市型大学と専門単科大学の性質を生かした研究活動を行っている。
音楽大学本体の前身である東洋音楽学校が注目した非西洋圏の音楽を、品位と原典への忠実さとをもって紹介することに務めている。

## 社会人講座
- ジャワ・ガムラン
- アイヌ音楽(トンコリ)
- ベリーダンスの音楽
- アフリカ音楽
- 口琴
- のどうた(ホーミー、フーメイ)
- 親指ピアノ(カリンバ)
- 馬頭琴
- 明清楽(公開講座「伊福部昭の遺した楽器 明清楽器を聴く」)
- 月琴
- 二胡
- コムズ
- パンフルート